# Husinec (Chorwacja)
Husinec – wieś w Chorwacji, w żupanii krapińsko-zagorskiej, w gminie Hrašćina. W 2011 roku liczyła 108 mieszkańców.